# 小寫字母
小写字母，亦作小写体，是罗马字母、希腊字母、西里尔字母等字母表中所存在的两种字母形式之一，如罗马字母表中第一个字母有两种形式，大写为A，小写则为a。在使用这几种字母表的语言当中，大写字母主要用于每一句开头的第一个字母、专用名词的第一个字母、以及需要特別强调的字句，小写用于其他情况。各语言也有各自特有的规则，如德语中每一个名词的第一个字母都用大写书写。
古希腊、罗马时期的字母表只有大写字母，希腊字母及罗马字母的小写是在中世纪时期渐渐发展出来的。早期的小写体是大写体的手写体，由于其书写速度快，形状渐渐变圆（如变成），去繁从简（如变成），但为了避免连笔字母之间发生混淆，也出现了一些附加符号，如
的小写向上延伸的线。同时在书写过程中，很多小写字母的笔画开始向下延伸，突破大写字母的下限，如的小写体。但也有一些小写字母除了较小以外，和大写并无分别（如变成）。
大小写的并用，源于把词首、句首字母写得较大的习惯，后来这些较大的字母便统一成古希腊、罗马时期所使用的字体，即我们现在所认知的大写字母，大小写字母使用的规则是近三百年才渐渐统一的，因此也造成各语言的大小写规则不尽相同。